# HD145982
HD145982 — хімічно пекулярна зоря спектрального класу
F4 й має видиму зоряну величину в смузі V приблизно 10,0.